# Otiorhynchus conspersus
Otiorhynchus conspersus — вид долгоносиков-скосарей из подсемейства Entiminae.

## Распространение
Широко распространены от Центральной Азии до юго-восточной части Центральной Европы. В Польше известны лишь несколько местообитаний в южной части страны.

## Описание
Жук длиной 6—9 мм. Имеет чёрный окрас, на теле есть овальные, металлически переливающиеся чешуйки и волоски. Переднеспинка и надкрылья в зёрнышках. Глаза большие, почти плоские.

## Экология
Населяет степи.